# Canada ai Giochi olimpici
Il Canada ha partecipato per la prima volta ai Giochi olimpici nel 1900.
Gli atleti canadesi hanno vinto 353 medaglie ai Giochi olimpici estivi e 225 ai Giochi olimpici invernali.
Il Comitato Olimpico Canadese è stato creato nel 1904 e riconosciuto dal CIO nel 1907.

## Medaglieri

### Medaglie alle Olimpiadi estive

Variazione del numero di medaglie vinte dal Canada alle Olimpiadi estive dal 1900 al 2012.

| Giochi                            | Oro              | Argento          | Bronzo           | Totale           |
| --------------------------------- | ---------------- | ---------------- | ---------------- | ---------------- |
| 1896 Atene                        | non partecipante | non partecipante | non partecipante | non partecipante |
| 1900 Parigi                       | 1                | 0                | 1                | 2                |
| 1904 St. Louis                    | 4                | 1                | 1                | 6                |
| 1908 Londra                       | 3                | 3                | 10               | 16               |
| 1912 Stoccolma                    | 3                | 2                | 3                | 8                |
| 1920 Anversa                      | 3                | 3                | 3                | 9                |
| 1924 Parigi                       | 0                | 3                | 1                | 4                |
| 1928 Amsterdam                    | 4                | 4                | 7                | 15               |
| 1932 Los Angeles                  | 2                | 5                | 8                | 15               |
| 1936 Berlino                      | 1                | 3                | 5                | 9                |
| 1948 Londra                       | 0                | 1                | 2                | 3                |
| 1952 Helsinki                     | 1                | 2                | 0                | 3                |
| 1956 Melbourne                    | 2                | 1                | 3                | 6                |
| 1960 Roma                         | 0                | 1                | 0                | 1                |
| 1964 Tokyo                        | 1                | 2                | 1                | 4                |
| 1968 Città del Messico            | 1                | 3                | 1                | 5                |
| 1972 Monaco                       | 0                | 2                | 3                | 5                |
| 1976 Montreal (nazione ospitante) | 0                | 5                | 6                | 11               |
| 1980 Mosca                        | non partecipante | non partecipante | non partecipante | non partecipante |
| 1984 Los Angeles                  | 10               | 18               | 16               | 44               |
| 1988 Seul                         | 3                | 2                | 5                | 10               |
| 1992 Barcellona                   | 7                | 4                | 7                | 18               |
| 1996 Atlanta                      | 3                | 11               | 8                | 22               |
| 2000 Sydney                       | 3                | 3                | 8                | 14               |
| 2004 Atene                        | 3                | 6                | 3                | 12               |
| 2008 Pechino                      | 3                | 9                | 6                | 18               |
| 2012 Londra                       | 1                | 5                | 12               | 18               |
| 2016 Rio de Janeiro               | 4                | 3                | 15               | 22               |
| 2020 Tokyo                        | 7                | 6                | 11               | 24               |
| 2024 Paris                        | 9                | 7                | 11               | 27               |
| Totale                            | 80               | 116              | 157              | 353              |

### Medaglie alle Olimpiadi invernali

Variazione del numero di medaglie vinte dal Canada alle Olimpiadi invernali dal 1924 al 2010.

| Giochi                             | Oro | Argento | Bronzo | Totale |
| ---------------------------------- | --- | ------- | ------ | ------ |
| 1924 Chamonix                      | 1   | 0       | 0      | 1      |
| 1928 St. Moritz                    | 1   | 0       | 0      | 1      |
| 1932 Lake Placid                   | 1   | 1       | 5      | 7      |
| 1936 Garmisch-Partenkirchen        | 0   | 1       | 0      | 1      |
| 1948 St. Moritz                    | 2   | 0       | 1      | 3      |
| 1952 Oslo                          | 1   | 0       | 1      | 2      |
| 1956 Cortina d'Ampezzo             | 0   | 1       | 2      | 3      |
| 1960 Squaw Valley                  | 2   | 1       | 1      | 4      |
| 1964 Innsbruck                     | 1   | 1       | 1      | 3      |
| 1968 Grenoble                      | 1   | 1       | 1      | 3      |
| 1972 Sapporo                       | 0   | 1       | 0      | 1      |
| 1976 Innsbruck                     | 1   | 1       | 1      | 3      |
| 1980 Lake Placid                   | 0   | 1       | 1      | 2      |
| 1984 Sarajevo                      | 2   | 1       | 1      | 4      |
| 1988 Calgary                       | 0   | 2       | 3      | 5      |
| 1992 Albertville                   | 2   | 3       | 2      | 7      |
| 1994 Lillehammer                   | 3   | 6       | 4      | 13     |
| 1998 Nagano                        | 6   | 5       | 4      | 15     |
| 2002 Salt Lake City                | 7   | 3       | 7      | 17     |
| 2006 Torino                        | 7   | 10      | 7      | 24     |
| 2010 Vancouver (nazione ospitante) | 14  | 7       | 5      | 26     |
| 2014 Soči                          | 10  | 10      | 5      | 25     |
| 2018 PyeongChang                   | 11  | 8       | 10     | 29     |
| 2022 Pechino                       | 4   | 8       | 14     | 26     |
| Totale                             | 77  | 72      | 76     | 225    |